# Toshiya Sueyoshi
Toshiya Sueyoshi (jap. 末吉 隼也 Sueyoshi Toshiya; ur. 18 listopada 1987) – japoński piłkarz występujący na pozycji pomocnika. Obecnie występuje w Avispa Fukuoka.

## Kariera klubowa
Od 2010 roku występował w klubach Avispa Fukuoka, Sagan Tosu i Oita Trinita.